# Eiphosoma haitiense
Eiphosoma haitiense är en stekelart som beskrevs av Charles Thomas Brues 1917. Eiphosoma haitiense ingår i släktet Eiphosoma och familjen brokparasitsteklar. Inga underarter finns listade i Catalogue of Life.